# 537

## Събития
- 27 декември – в присъствието на император Юстиниан I тържествено е осветена третата, напълно нова и различна, сграда на църквата Света София в Константинопол, която в по-голямата си част придава и днешния вид на храма.
- Витигис се жени за Матазуента, дъщеря на вестготския княз Ойтарих и Амалазунта и внучка на остготския крал Теодорих Велики.

## Родени
- Модест,

## Починали
- 20 юни – Силверий, римски папа
- крал Артур, британски крал